# المسيحية في إسكتلندا

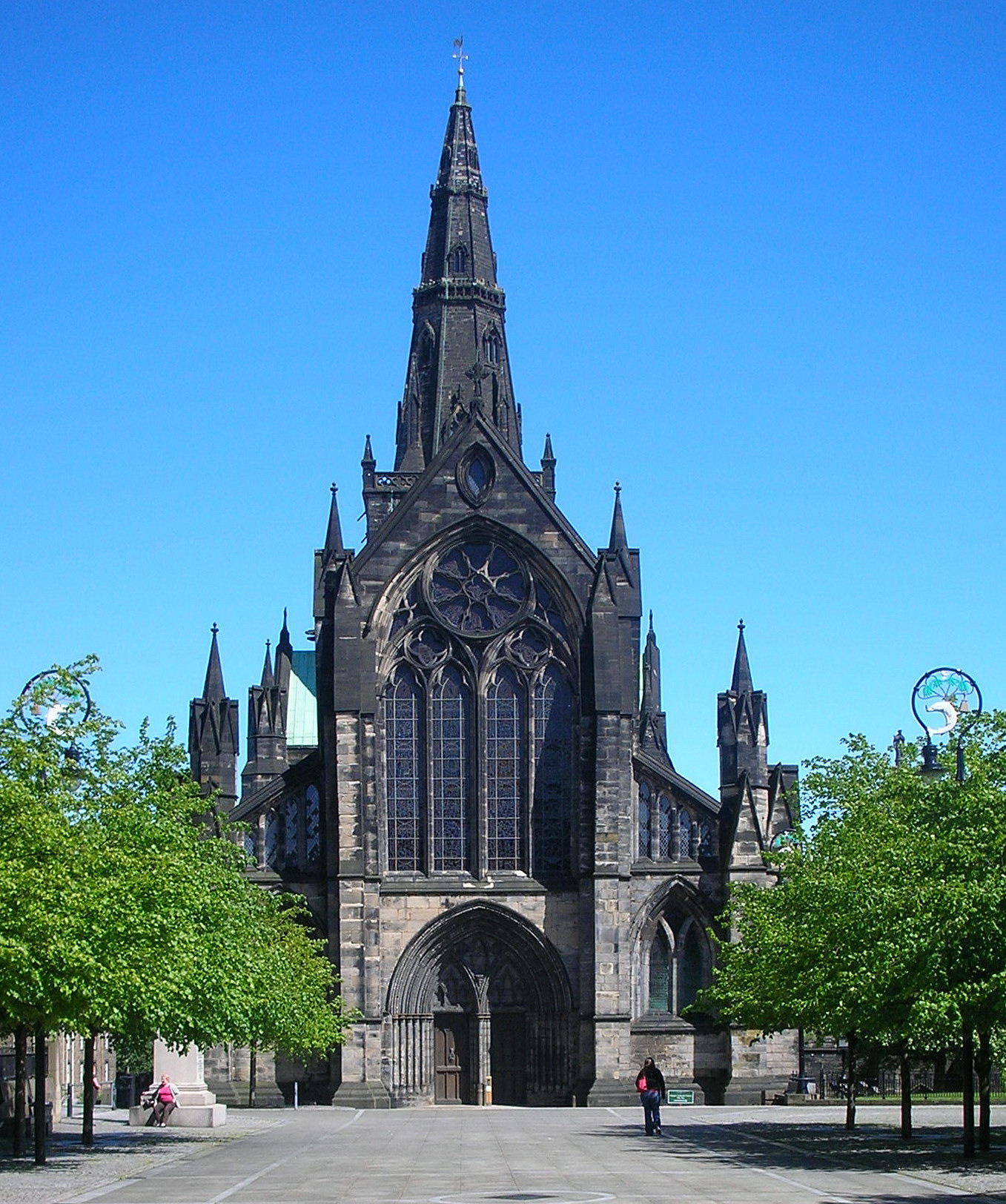
كاتدرائية غلاسغو، وهي الكنيسة الوطنية للشعب الإسكتلندي.

المسيحية في اسكتلندا هي الديانة السائدة والمهيمنة، ويعتنقها 65.1% من السكان وذلك حسب الإحصاء السكاني عام 2001. منذ الإصلاح الإسكتلندي عام 1560، أصبحت كنيسة اسكتلندا بروتستانتية وكالفينية في اللاهوت، بما في ذلك الإيمان بالقدر. منذ عام 1690 تبنت النظام المشيخي وأصبحت الكنيسة تتمتع بإستقلال عن الدولة.:44–45 تاريخياً لعبت كنيسة اسكتلندا دورًا رئيسيًا في أعمال الإغاثة بين الفقراء،:48 ولعبت دورًا رائدًا في توفير التعليم الشامل في اسكتلندا، ويعزى ذلك إلى حد كبير إلى تعاليمها التي يجب أن يكون الجميع قادرين على قراءة الكتاب المقدس. رغم ذلك هاجمها المناضلين العلمانيين بسبب دورها في المحاكمات الساحرة والسيطرة على حياة الناس الشخصيَّة.:58 ومنذ الإصلاح البروتستانتي أصبحت كنيسة اسكتلندا المشيخية والمعروفة باسم كيرك، الكنيسة الوطنية للشعب الاسكتلندي،:39 وهي تشكل أكبر طائفة مسيحية في البلاد.
تضم اسكتلندا على أقليَّة رومانيَّة كاثوليكيَّة ملحوظة، ويتواجد معظم الكاثوليك في مدينة غلاسكو الكبرى وفي المرتفعات الشمالية الغربية؛ وينحدر الكثير منهم من المهاجرين الإيرلنديين في القرن التاسع عشر.:52 ومن الطوائف المسيحية الأخرى الحاضرة في البلاد، بما في ذلك الكنيسة الأسقفية الاسكتلندية والكنيسة الحرة في اسكتلندا. شفيع اسكتلندا هو القديس اندراوس وهو يُمَّثل في العلم الوطني، والمؤسسات الوطنيَّة مثل جامعة سانت أندروز، ويُعتبر الاحتفال يعيده في 30 نوفمبر عيد وطني.

## تاريخ

### عصور مبكرة

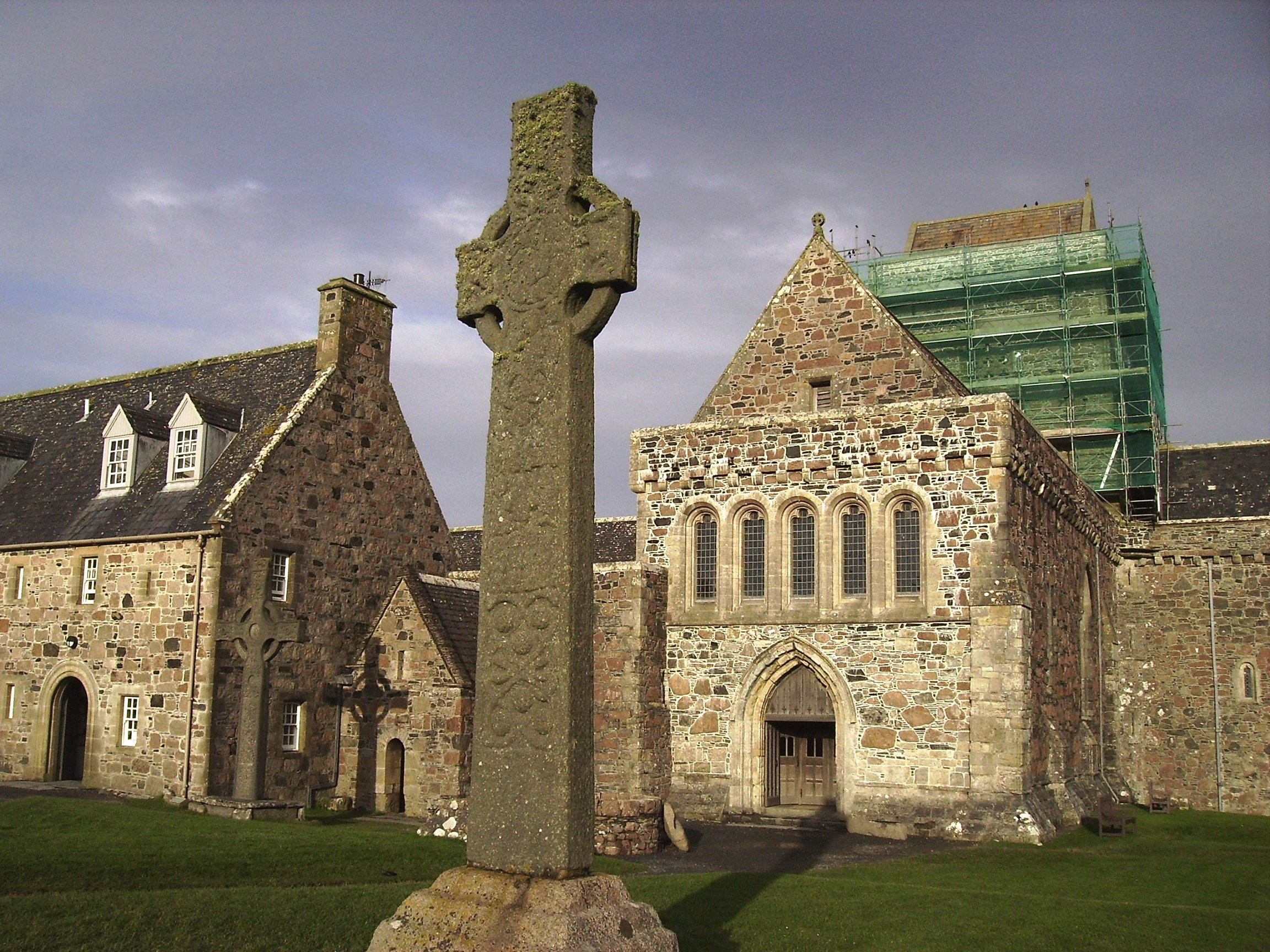
صلبان القديس مارتن التسعة، والتي تعود إلى القرن التاسع، يُعد الموقع واحد من أهم المراكز الدينيَّة في اسكتلندا.

يعود دخول المسيحية إلى ما هو الآن جنوب اسكتلندا خلال الاحتلال الروماني لبريطانيا. وكان انتشارها أساسًا من قبل المبشرين القادمين من أيرلندا في القرن الخامس وارتبطت مع نينيان، وكنتيجرن، وكولومبا. اختلفت التقاليد المسيحية التي نشأت في أيرلندا واسكتلندا عن تلك التي قادتها روما، وخاصًة طريقة حساب عيد القيامة، حتى قبول الكنيسة السلتيكية الممارسات الرومانية في منتصف القرن السابع. تأثرت المسيحية في اسكتلندا بالرهبنة، حيث حظي الرهبان بأهمية أكثر من الأساقفة. وفي الفترة النورماندية، كانت هناك سلسلة من الإصلاحات أسفرت عن بنية ضيقة أكثر وضوحًا تستند إلى الكنائس المحلية؛ وبدأت تسود أعداد كبيرة من المؤسسات الرهبانية الجديدة، التي اتبعت الأشكال القارية من الرهبنة المصلحة. كما أنشأت الكنيسة الإسكتلنديَّة استقلالها عن إنجلترا، وطورت بنية أبرشية واضحة، وأصبحت «ابنة خاصة لكرسي روما»، لكنها ظلت تفتقر إلى القيادة الإسكتلندية في شكل أساقفة.
في القرن الخامس بدأت حملات البعثة الهايبرنية الاسكتلندية وهي عنوان عام يطلق على سلسلة من البعثات والحملات التي بدأها مختلف رجال الدين والعلماء الأيرلنديون. لم تكن هناك بعثة كاملة منسقة، ولكن كان هناك عدة بعثات متفرقة بدأها الرهبان الغيليين من أيرلندا والساحل الغربي لما يسمى في العصر الحديث اسكتلندا، مما ساهم في انتشار المسيحية والأديرة التي أنشئت في بريطانيا وأوروبا القارية خلال العصور الوسطى. غالبًا ما ارتبطت البعثات في وقت مبكر مع ممارسات المسيحية المعروفة باسم المسيحية الكلتية أو المسيحية العشائرية، والتي تميزت عن المنظمات في جميع الأديرة بدلا من الأبرشيات، ولكن الرغبة في الحفاظ على العلاقة مع الكرسي الرسولي اضطرتهم لأخذ أشخاص تابعين للمسيحية الرومانية معهم في بعثاتهم.

### العصور الوسطى

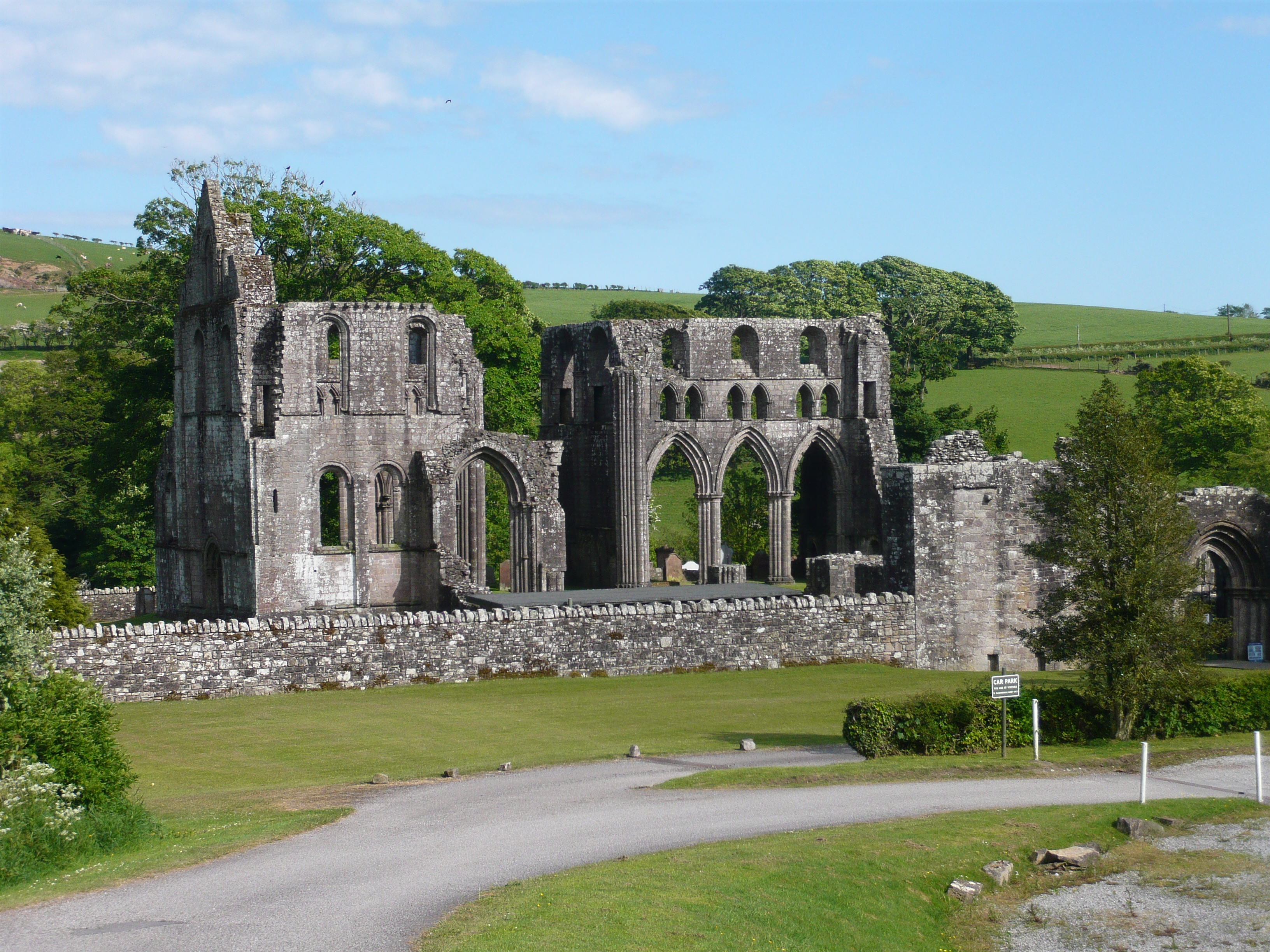
داندرنان آبي؛ دير كاثوليكي قرطوسي بني في القرن الثاني عشر.

ارتبط إدخال الأشكال القاريَّة من الرهبنة إلى اسكتلندا مع الأميرة مارغريت من اسكتلندا (1045-1093)، زوجة الملك مالكوم الثالث (1058-1093). وخلال حقبة لانفرانك، رئيس أساقفة كانتربري قدم رهبان من الرهبنة البندكتية وأقاموا ديرًا جديدًا في دونفرملاين في عام 1070. وتطورت أسس الرهبنات تحت حكم الملك إدغار (1097-1107)، وألكسندر (1107-1124) وديفيد الأول (1124-1153)، وقدمت المنظمات الدينية من فرنسا في القرنين الحادي عشر والثاني عشر، وتبعت إصلاحات كلونياك. وأنشأ رهبان الأوغسطينية أول دير في اسكتلندا في سكون، برعاية الملك الكسندر الأول في عام 1115. وبحلول أوائل القرن الثالث عشر أستقر رهبان الأوغسطينية في البلاد، وقامت إصلاح مؤسسات سيلي دي في سانت اندروز، بوصة سانت سيرف، انشكولم، إنشماوم، إينشافري، ريستنيث وايونا، وأنشأت العديد من المؤسسات الجديدة، مثل دير هوليرود. أسس رهبان السيسترسيين أديرة في ميلروز (1136) ودوندرنان (1142)، وتيروننسيانز في سيلكيرك، ثم كيلسو، أربوث، ليندوريس وكيلوينينغ. في حين أسس رهبان كلوني دير في بيزلي وبريمونستراتنسيانز، كما أسسوا في ويثورن وفاليسكوليانز، والتي سميت باسم أول دير في فال ديس تشوكس في بورغندي، في بلوسكاردن. دخلت التنظيمات العسكريّة الرهبانيّة الصليبيَّة اسكتلندا تحت حكم ديفيد الأول، وكان فرسان الإسبتارية من أوائل التنظيمات العسكريّة الرهبانيّة التي دخلت البلاد.
في أواخر العصور الوسطى كان التاج الملكي قادرًا على اكتساب نفوذ أكبر في التعيينات العليا، وقد تم تعيين اثنين من الأساقفة في نهاية القرن الخامس عشر. وتكاثرت أيضًا أعداد القديسين والتفاني في الشعائر الجديدة. على الرغم من المشاكل المتعلقة بعدد ونوعية رجال الدين بعد الموت الأسود في القرن الرابع عشر، والأدلة على الهرطقة في القرن الخامس عشر، ظلت الكنيسة في اسكتلندا مستقرة.

### عصر الإصلاح

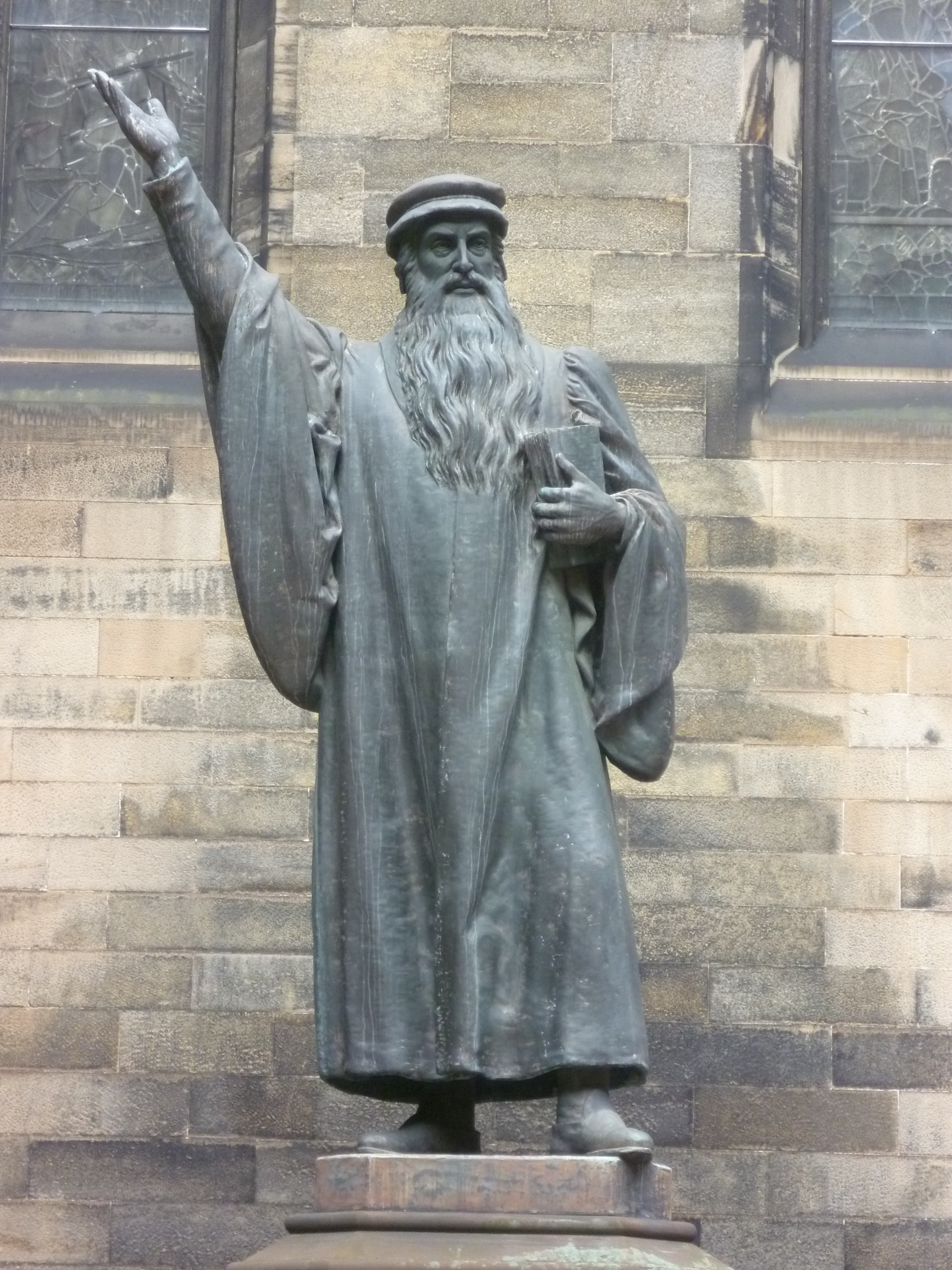
تمثال جون نوكس مؤسس كنيسة اسكتلندا الكالفينية، في مدينة أدنبرة.

خلال القرن السادس عشر، خضعت اسكتلندا للإصلاح البروتستانتي والتي نتجت عنها كيرك الكنيسة الكالفينية الوطنيَّة، واعتمد البرلمان اعترافًا بالإيمان المشيخي، ورفض السلطة البابوية في عام 1560. في البداية وجدت كيرك صعوبة في اختراق المرتفعات والجزر، ولكنها بدأت عملية تدريجية للتحول لها، مقارنة بالإصلاحات البروتستانتية في أماكن أخرى، شهدت البلاد اضطهادات قليلة نسبيًا. في الجزء الأول من القرن السادس عشر بدأت تعاليم مارتن لوثر ثم جان كالفن بالتأثير على اسكتلندا، وخاصًة من خلال العلماء الإسكتلنديين الذين زاروا الجامعات القارية والإنجليزيَّة والذين دُربوا في كثير من الأحيان في سلك الكهنوت الكاثوليكي. وكان تأثير اللغة الإنجليزية أيضًا أكثر مباشرًة، كما توفرت الكتب والأدب البروتستانتي وتم توزيع الأناجيل في الأراضي المنخفضة الإسكتلنديَّة عندما غزها الإنجليز في عام 1547. وبرز في هذه الحقبة اللوثري سكوت باتريك هاميلتون. والذي تم إعدامه مع الواعظ البروتستانتي جورج ويشارت في عام 1528 في زوينجلي، لكن هذا لم يفعل شيئًا لوقف نمو هذه الأفكار البروتستانتيَّة. بدأ جون نوكس وهو مصلح ديني قائد حركة الإصلاح البروتستانتي نشاطه عام 1542، فلم تمض خمسة سنوات حتى اعتُرف به مبشرًا ضد البابوية، فاتهمه البابا بالهرطقة وسجن مدة في فرنسا وعمل في إحدى سفن العبيد نحو سنة ونصف وذهب إلى إنجلترا بعد الإفراج عنه، وفي جينيف تم إحراق تمثال له بتهمة الهرطقة، كان جون كالفين يستشيره في أمر الكنيسة. في عام 1559 عاد نوكس إلى وطنه اسكتلندا عندما اشتد الصراع بين الكاثوليك والبروتستانت بقيادة النبلاء البروتستانت فتزعمهم وفي السنة اللاحقة أسس الكنيسة المشيخية التي ألغت سلطة البابا، مما حدا بإليزابيث الأولى ملكة إنجلترا التدخل لفرض الدين الجديد، وحل السلام بشكل نسبي حتى وصول الملكة ماري ستيوارت الكاثوليكية من فرنسا.
أول سياسات الملكة إليزابيث في اسكتلندا كانت معرضة للوجود الفرنسي هناك. وذلك لأنها كانت تخشى عزم الفرنسيون على غزو إنجلترا وتنصيب ماري ستيوارت ملكة اسكتلندا، على العرش؛ حيث يعتقد العديد منهم أن ماري ستيوارت هي الوريث الشرعي لعرش إنجلترا. هذا، وقد تم إقناع إليزابيث بإرسال قوة إلى اسكتلندا لمؤازرة المتمردين البروتستانت. وعلى الرغم من أن هذه الحملة لم تكن كفءً، فنتج عنها التوقيع على معاهدة إدنبرة في يوليو 1560م والتي أدت إلى إزالة الخطرالفرنسي على الشمال. وعندما عادت ماري إلى اسكتلندا في عام 1562م، كانت الدولة قد أسست الكنيسة البروتستانتية التي كان يديرها مجلس من النبلاء، وتدعم من قبل إليزابيث. ورفضت ماري ستيوارت التصديق على المعاهدة. فضَّل جيمس الأول ملك إنجلترا المذهب الكالفيني ولكنه دعم الأساقفة. جلب تشارلز الأول ملك إنجلترا إصلاحات نظر إليها البعض على أنها عودة إلى الممارسة البابوية. وكانت نتيجة حروب الأسقف في 1639-1640، وانتهت بالإستقلال الظاهري لاسكتلندا وإنشاء نظام يعتمد على المشيخية. بعد استعادة الملكيَّة في 1660، استعادت اسكتلندا كنيسة كيرك. بدأ العديد من الناس في الجنوب الغربي حضور الكنائس غير المشروعة. قمعت هذه الجمعيات في عام 1680 وبعد «الثورة المجيدة» في 1688، تم استعادة مركز المشيخية كمذهب رسمي للبلاد، تأسست كنيسة اسكتلندا خلال عصر الإصلاح البروتستانتي. وشارك المصلحون البروتستانت في الاهتمام في التعليم. وفي عام 1560 وضعت خطة بناء مدرسة في كل أبرشية، ولكن ثبت أن هذا مستحيل ماليًا.
:44–45 تاريخياً لعبت كنيسة اسكتلندا دورًا رئيسيًا في أعمال الإغاثة بين الفقراء،:48 ولعبت دورًا رائدًا في توفير التعليم الشامل في اسكتلندا، ويعزى ذلك إلى حد كبير إلى تعاليمها التي يجب أن يكون الجميع قادرين على قراءة الكتاب المقدس، وشمل المنهج التعليم المسيحي واللغة اللاتينية والفرنسية والأدب الكلاسيكي والرياضة. دعا المصلحون البروتستانت أيضًا لتعليم المرأة.

### العصور الحديثة

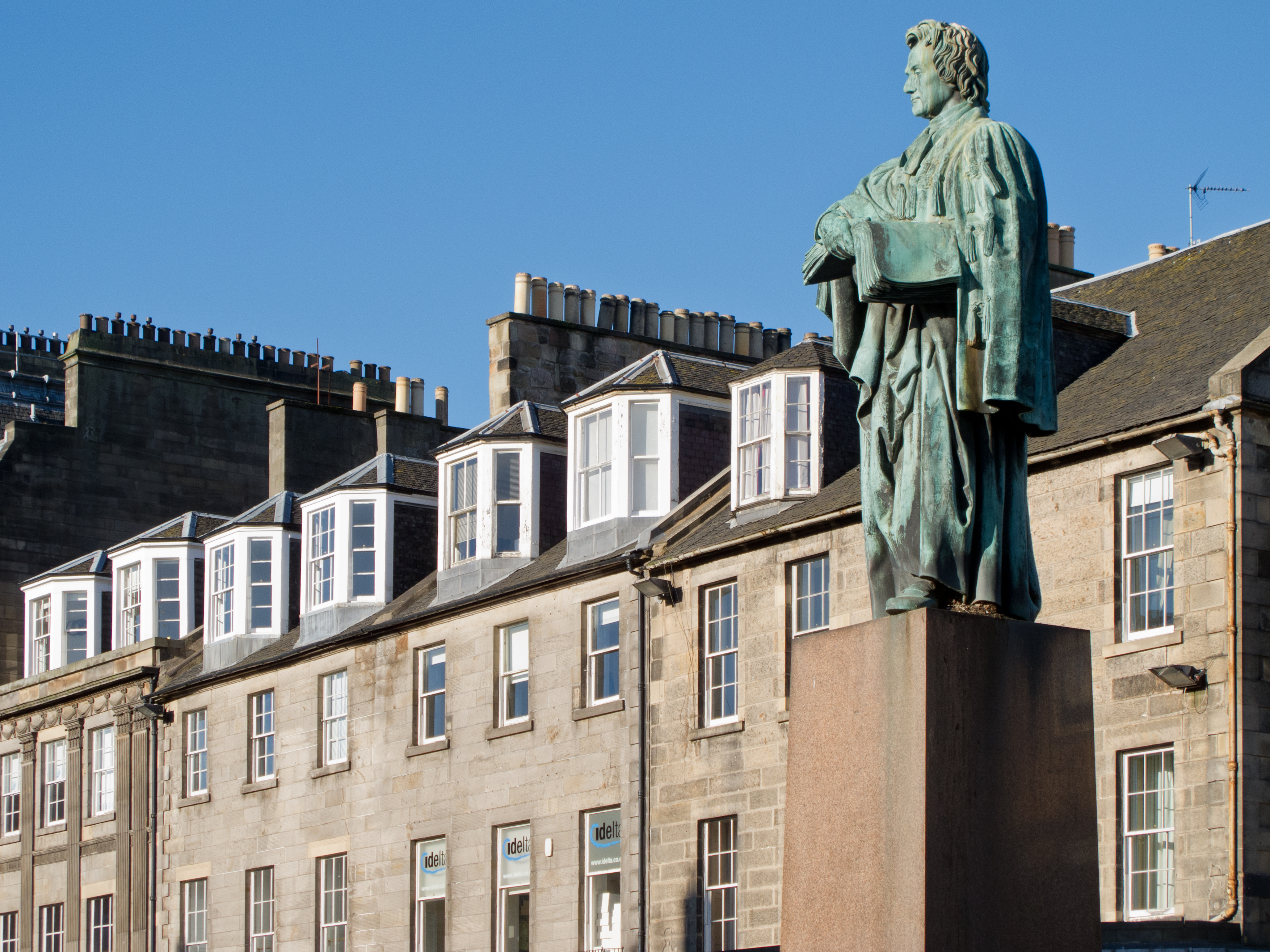
تمثال توماس شالمرز في أدنبرة.

شهد أواخر القرن الثامن عشر في اسكتلندا بدايات صراع حول قضايا الحكومة والرعاية، ولكنه عكس أيضًا تقسيم أوسع بين الإنجيليين والحزب المعتدل. في عام 1733 أدى الانفصال الأول إلى إنشاء سلسلة من الكنائس الانفصالية، والثانية في 1761 إلى تأسيس كنيسة الإغاثة المستقلة. اكتسبت هذه الكنائس قوة خلال حركة الصحوة الإنجيلية في القرن الثامن عشر في وقت لاحق. وظل اختراق المرتفعات والجزر محدودًا. واستكملت جهود كيرك من قبل المبشرين من سيك. وبدءًا من عام 1834، انتهى «صراع العشر سنوات» بالانشقاق عن كنيسة اسكتلندا كيرك، بقيادة الدكتور توماس شالمرز، المعروف باسم الاضطراب الكبير الذي حدث في عام 1843. وشكل ما يقرب من ثلث رجال الدين، وخاصًة من الشمال والمرتفعات، طائفة كنائس اسكتلندا الحرة. ونمت الكنائس الحرة الإنجيليَّة بسرعة في المرتفعات والجزر. في أواخر القرن التاسع عشر، أدت النقاشات الكبرى بين الكالفينيين الأصوليين واللاهوتيين الليبراليين إلى انقسام آخر في الكنيسة الحرة حيث انفصل الكالفينيون المتشددون لتشكيل الكنيسة المشيخية الحرة في عام 1893. شكلت أفكار توماس شالمرز ركيزة في رؤية المجموعة الانفصالية. وشددت على الرؤية الاجتماعية في احياء والحفاظ على التقاليد الإسكتلنديَّة المجتمعية في وقت من الضغط على النسيج اللاجتماعي للبلاد. كانت مجتمعات تشالمرز المثالية الصغيرة القائمة على المساواة، والقائمة على كيرك، والمكتفية ذاتيًا والتي اعترفت بالفردية لأعضائها والحاجة إلى التعاون. كما أثرت هذه الرؤية على الكنائس المشيخية السائدة، وبحلول عقد 1870 تم استيعابها من قبل كنيسة اسكتلندا. وأثبتت مبادئ تشالمرز أن الكنيسة تهتم بمشاكل المجتمع الحضري، وأنها تمثل محاولة حقيقية للتغلب على التجزؤ الاجتماعي الذي حدث في المدن الصناعية والمدن.

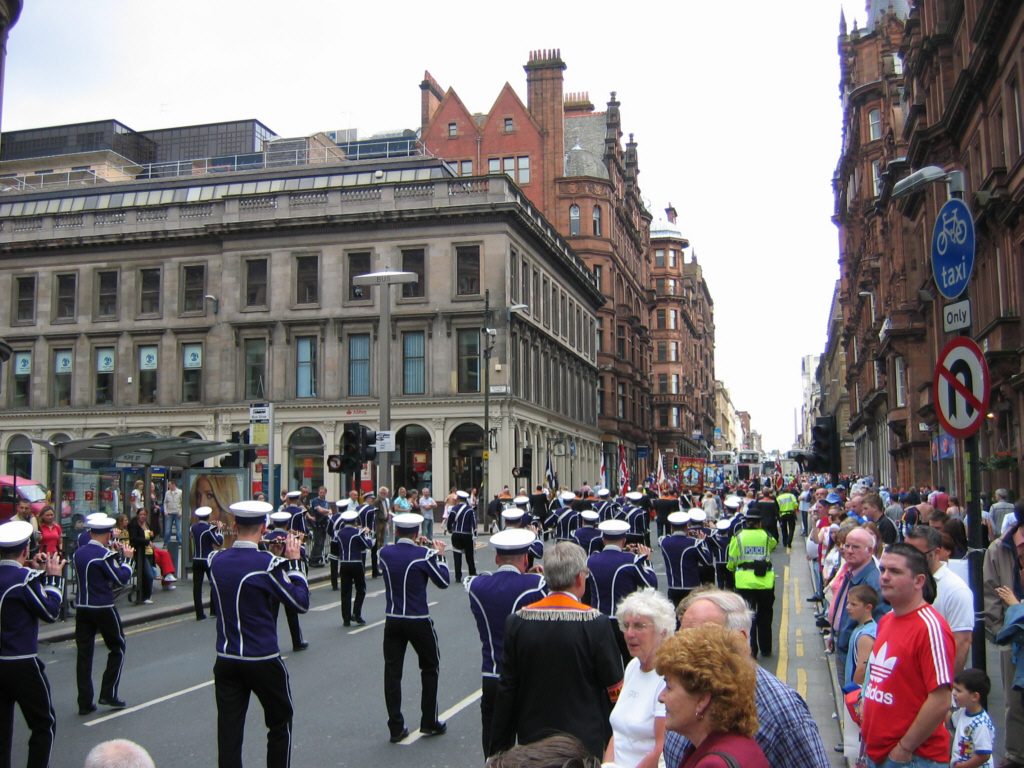
مسيرة نظام أورانج البروتستانتيّ في غلاسكو.

من هذه النقطة كانت هناك خطوات نحو لم الشمل، ومعظم الكنيسة الحرة انضمت مرة أخرى إلى كنيسة اسكتلندا في عام 1929. اتحدت الطوائف المنشقة الصغيرة بما في ذلك المشيخية الحرة التي لم تندمج مع كنيسة اسكتلندا في عام 1900 تحت اسم الكنيسة الحرة. أدى التحرر الكاثوليكي في عام 1829 وتدفق أعداد كبيرة من المهاجرين الأيرلنديين إلى توسيع حضور الكاثوليكية، مع استعادة التسلسل الهرمي للكنيسة في عام 1878. كما أعيد إحياء الأسقفية الأنجليكانية في القرن التاسع عشر؛ وتم تنظيم الكنيسة الأسقفية في اسكتلندا كجهاز مستقل في شراكة مع كنيسة انكلترا في 1804. وشملت الطوائف الأخرى المعمدانيين، والأبرشانيين، والميثوديين. على الرغم من أن بعض الطوائف ازدهرت، بعد الحرب العالمية الثانية الا أنه كان هناك انخفاض عام ثابت في الحضور والتردد على الكنيسة. في تعداد عام 2001، كان 42.4% السكان مسجلين في كنيسة اسكتلندا، وحوالي 15.9% من أتباع الكنيسة الكاثوليكية، وحوالي 6.8% من أتباع الكنائس المسيحية الأخرى، وبالمجمل شكل المسيحيين نحو 67% من السكان (مقابل 72% بالنسبة للمملكة المتحدة كامل). وقال حوالي 27.5% من السكان أنهم لادينيين (وهو ما يعادل 15.5% في المملكة المتحدة عمومًا). في التعداد السكاني لعام 2011 قال 54% من سكان اسكتلندا أنهم مسيحيون أي حوالي 2.8 مليون شخص.
تحت قانون كنيسة اسكتلندا 1921 تعتبر كنيسة أسكتلندا الكنيسة الوطنيَّة، وهي لا تخضع لسيطرة الدولة، والملك (الملكة اليزابيث الثانية حاليًا) هو عضو عادي في كنيسة اسكتلندا، ويمثلها في الجمعية العامة من قبل المفوض السامي. في بداية القرن العشرين هاجرت أعداد كبيرة من الكاثوليك من إيطاليا وليتوانيا وبولندا إلى اسكتلندا. ومع ذلك، فقد تأثرت الكنيسة من الانخفاض العام في التردد على الكنائس. بين عام 1994 وعام 2002 انخفض نسبة الكاثوليك المترددين على حضور الطقوس الدينية في الكنائس من 19% إلى ما يزيد قليلا عن 200,000. وبحلول عام 2008، قدر مؤتمر الأساقفة في اسكتلندا أن 184,283 اسكتلندي حضروا بانتظإم الطقوس الدينية الكنسيَّة في عام 2008 أي حوالي 3.6% من سكان اسكتلندا في ذلك الوقت. وقد شهدت بعض أجزاء اسكتلندا (وخاصًة الحزام الأوسط الغربي حول غلاسكو) مشاكل بسبب الطائفية. ويظهر ذلك بشكل خاص من خلال التنافس الشرس بين نادي سلتيك المحسوب على الكاثوليك ونادي رينجرز المحسوب على البروتستانت، وهما أقدم الأندية في غلاسكو.

## ديموغرافيا
| الديانة (2001)       | تعداد     | %     |
| -------------------- | --------- | ----- |
| مسيحية               | 3,294,545 | 65.1  |
| –كنيسة اسكتلندا      | 2,146,251 | 42.4  |
| –الكنيسة الكاثوليكية | 803,732   | 15.9  |
| –مسيحيون آخرون       | 344,562   | 6.8   |
| إسلام                | 42,557    | 0.8   |
| هندوسية              | 5,564     | 0.1   |
| بوذية                | 6,830     | 0.1   |
| سيخية                | 6,572     | 0.1   |
| يهودية               | 6,448     | 0.1   |
| أديان أخرى           | 26,974    | 0.5   |
| لادينية              | 1,394,460 | 27.6  |
| لم يعلن عن الديانة   | 278,061   | 5.5   |
| مجمل السكان          | 5,062,011 | 100.0 |

## الطوائف المسيحية

### البروتستانتية

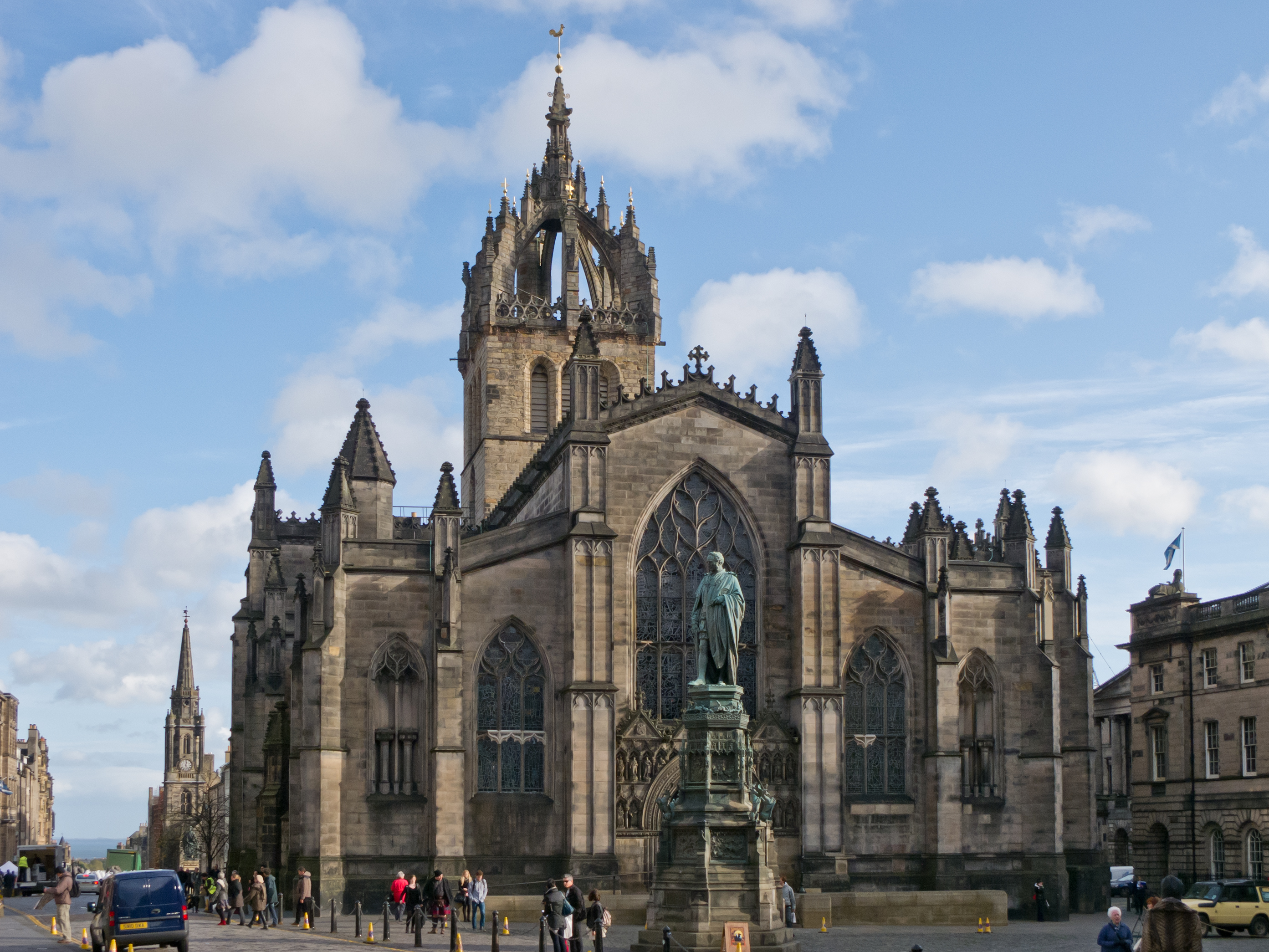
كاتدرائية القديس جايلز المشيخيَّة في مدينة أدنبرة: تعرف أيضًا باسم الكنيسة المشيخية الأم.

منذ الإصلاح البروتستانتي في اسكتلندا، وكنيسة اسكتلندا المشيخية والمعروفة باسم كيرك، هي الكنيسة الوطنية للشعب الاسكتلندي، وهي كنيسة بروتستانتية تتبع اللاهوت الكالفيني. ومنذ منذ عام 1689 كان للكنيسة نظام مشيخي حكومي، وتمتعت بإستقلالية عن الدولة. في عام 1921 وافق البرلمان البريطاني على قانون كنيسة اسكتلندا لعام 1921، معترفًا بالإستقلال الكامل للكنيسة في الأمور الروحيَّة، ونتيجة لهذا تم تمرير قانون اسكتلندا (الممتلكات والأوقاف) لعام 1925، وإعترف قانون 1921 بكنيسة كيرك ككنيسة وطنية وأصبح الملك عضوًا عاديًا في كنيسة اسكتلندا. تعمل الكنيسة حسب بنية الرعية الإقليميَّة، إذ في كل المجتمع في اسكتلندا هناك وجود لجماعة محلية. هناك وجود لجماعات بروتستانتية أخرى منها الكنيسة المعمدانية والتي يتبعها 15,000 والكنيسة الأسقفية الاسكتلندية الأنجليكانية والكويكرز في حين تشهد الكنائس الإنجيلية والخمسينية ازدياد ونمو ملحوظ. وتعد مدينة إدنبرة المقر للاجتماع السنوي للجمعية العامة لكنيسة اسكتلندا.
في النصف الثاني من القرن العشرين تأثرت الكنيسة بشكل خاص بالتراجع العام في التردد على الكنائس. بين عامي 1966 وعام 2006 انخفض عدد المترددين على الطقوس الدينية من أكثر من 1,230,000 إلى 504,000 شخص. في عام 2001 كان حوالي 42.4% من السكان مرتبطون بالنسب مع كنيسة اسكتلندا المشيخية، في حين أنَّ 47.3% من السكان تربى على تقاليد كنيسة اسكتلندا المشيخية. بحسب التعداد السكاني عام 2001 حوالي 14% ممن تربى على تقاليد كنيسة اسكتلندا المشيخية تحول إلى اللادينية في حين بقي 86% منهم من أتباع الكنيسة المشيخية. تشهد الكنيسة المشيخية تناقض بعدد أتباعها وذلك بسبب قلة الخصوبة عند الإسكتلنديين وزيادة الهجرة في البلاد وارتفاع متوسط العمر لأتباعها، على سبيل المثال بحسب التعداد السكاني لعام 2001 حوالي 33% من النساء وحوالي 20% من الرجال من أعضاء كنيسة اسكتلندا المشيخية هم من عمر 60 وما فوق. بالمقابل فإن 30% من الذكور و25% من النساء من أعضاء كنيسة اسكتلندا المشيخية هم من جيل 29 وما دون. وبحسب التعداد السكاني عام 2001 الغالبية العظمى من أتباع كنيسة اسكتلندا المشيخية هم من البيض والإثنيَّة الإسكتلنديَّة. ويتوزع أتباع الكنيسة المشيخية بين 51.5% من النساء وحوالي 48% من الرجال.

### الكاثوليكية

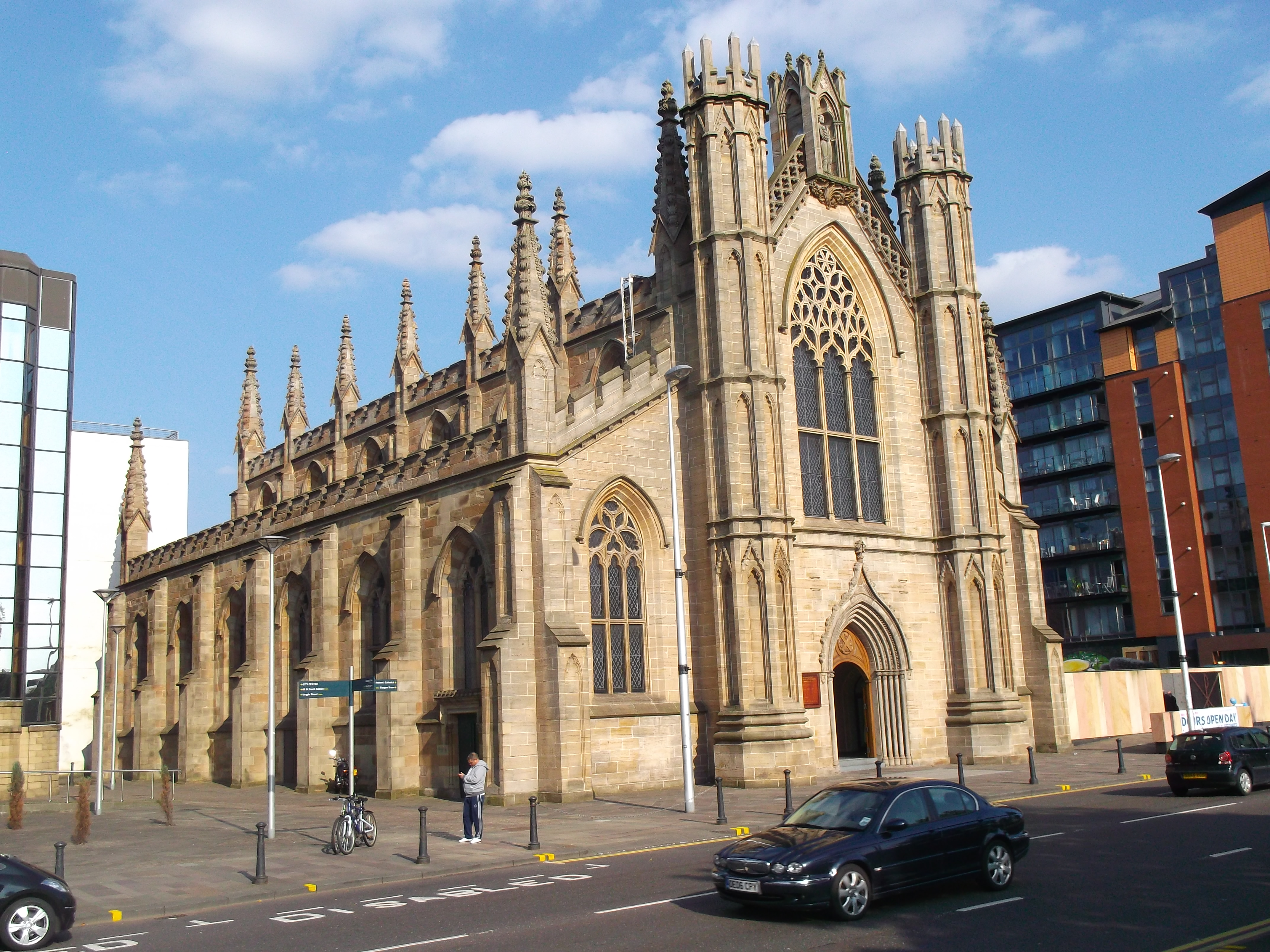
كاتدرائية القديس أندراوس الكاثوليكية في مدينة غلاسغو.

لدى اسكتلندا نسبة مهمة من السكان أتباع الكنيسة الرومانية الكاثوليكية، في عام 2009 كان يتبعها 19% من مجمل السكان ويتواجدون خاصًة في غرب البلاد. العديد من الكاثوليك هم من المتحدرين من المهاجرين الأيرلنديين والمهاجرين من المرتفعات الذين انتقلوا إلى المدن والبلدات في اسكتلندا خلال القرن التاسع عشر، بالإضافة إلى هؤلاء، هناك أعداد كبيرة من الإيطاليين، اللتوانيين، وذوي الأصول البولنديَّة. في تعداد عام 2011 كان هناك حوالي 840,000 كاثوليكي في بلد يبلغ عدد سكانه 5.2 مليون نسمة. في عام 2011 فاق الكاثوليك عدد أتباع كنيسة اسكتلندا في أربعة مجالس إقليميَّة، بما في ذلك لاناركشير الشمالية، إنفركليد، وغرب دونبارتونشير، ومدينة غلاسكو.

### الأرثوذكسية
لدى الكنائس المسيحية الأرثوذكسية وجود كبير في معظم المدن الكبيرة في اسكتلندا. يعود حضورها أساسًا من خلال الكنيسة اليونانية الأرثوذكسية، ومن خلال الأرثوذكس القادمين من روسيا وجمهورية مقدونيا وبلغاريا، ودول أوروبا الشرقية المختلفة.

### طوائف أخرى
تشمل الطوائف المسيحية الأخرى كل من شهود يهوه مع حوالي 8,543 شخص والمورمون مع حوالي 4,651 شخص. ومع ذلك، فإن المورمون يَدعون أن أعدادهم أكبر حيث تقول المنظمات المورمونية أنه في عام 2009 تبع الكنيسة حوالي 26,536 شخصًا.

## المسيحية في المجتمع

### الحياة الفكرية

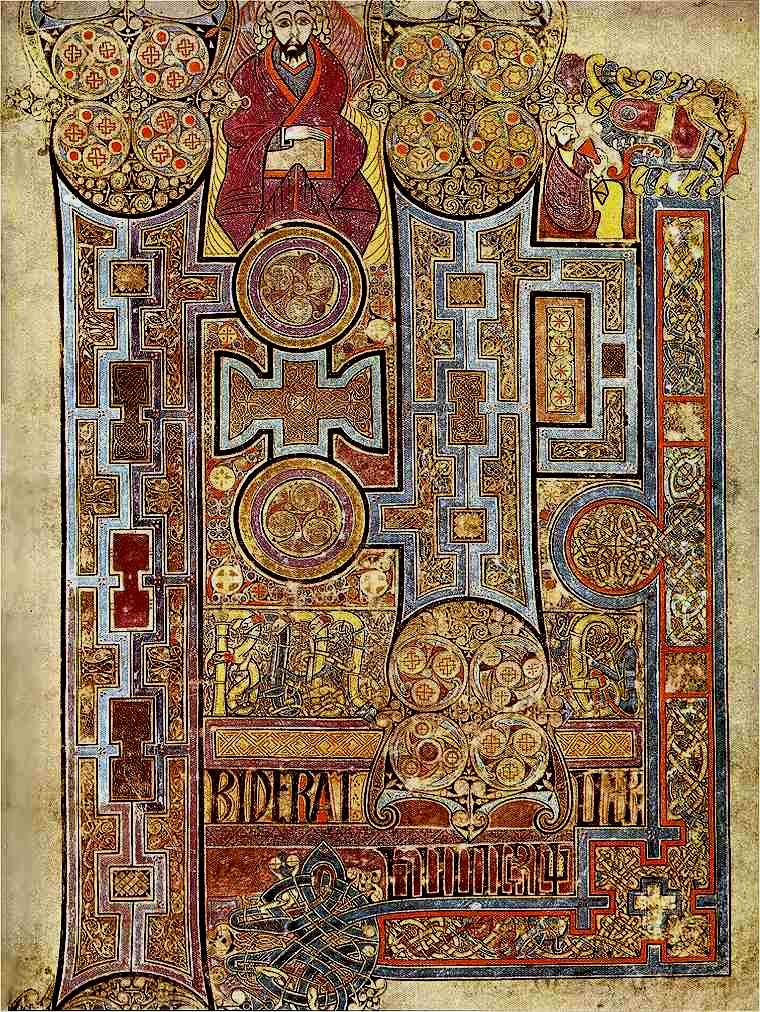
كتاب كيلز حوالي العام 800 م، يظهر الزخارف الكثيرة للصفحة التي تفتتح إنجيل يوحنا.

في عام في 530 كتب بندكتس كتاب الحكمة الرهبانية، والذي أصبح نموذجًا لتنظيم الأديرة في جميع أنحاء أوروبا. هذه الأديرة الجديدة حافظت على الحِرف التقليدية والمهارات الفنيّة وحافظت أيضًا على الثقافة الفكرية والمخطوطات القديمة داخل مدارسها ومكتباتها. فضلًا عن توفير حياة روحية لرهبانها، كانت الأديرة أيضًا مركز إنتاج زراعي واقتصادي، لا سيما في المناطق النائية، وأصبحت الأديرة إحدى القنوات الرئيسية للحضارة. ومعظمها اشتهر في أيرلندا واسكتلندا وبلاد الغال وساهمت في النهضة الكارولنجية في القرن التاسع.
ويعد كتاب كيلز واحد من أرقى وأشهر مجموعة من المخطوطات في ما يعرف بالأسلوب الجزيري المستحدث من أواخر القرن السادس إلى بداية القرن التاسع في الأديرة في أيرلندا واسكتلندا وانكلترا وفي الأديرة القارية التابعة للبعثة الأنجلوساكسونية. هناك على الأقل خمسة نظريات مختلفة حول مكان كتابة المخطوطة الأصلية ووقت الانتهاء منها. أولا أن الكتاب أو ربما مجرد النص قد تم إنشاؤه في إيونا، ثم تم نقله إلى كيلز، حيث ربما أضيف التذهيب والزخرفة، ولم تنته المخطوطة أبدا. الثانية، أن الكتاب قد تم إنتاجه كلياً في إيونا. ثالثا، أن المخطوطة قد تم إنتاجها كليا في حجرة كتابة دير كيلز في كيلز. رابعا، أنه قد تم إنتاجها في شمال إنجلترا، وربما في ليندزفارن، ثم تم إحضارها لإيونا ومن هناك إلى كيلز. وأخيرا، فإنه قد تكون المخطوطة من إنتاج رهبان مجهولين في بكتش اسكتلندا، على الرغم من عدم وجود أدلة فعلية لهذه النظرية، وخاصة بالنظر إلى عدم وجود أي مخطوطة باقية على قيد الحياة على الرغم من أن مسألة المكان المحدد لإنتاج الكتاب ربما لن تحصب على الإجابة بشكل قاطع، فإنه يتم قبول النظرية الأولى بشكل أوسع. بغض النظر عن أي من النظريات صحيحة، فمن المؤكد أن كتاب كيلز قد تم إنتاجه من قبل الراهب كولومبا المرتبط بشكل وثيق بإيونا.
صنف الباحثون هذه المخطوطات بوضعها معا على أساس التشابه في الأسلوب الفني، أو الأسلوب النصي، أوالتقاليد النصية. تطوير أسلوب الزخرفة الكامل لكتاب كيلز تم في وقت متأخر عن وقت تجميع هذه السلسلة من المخطوطات والأناجيل، وهو ماحدث إما في وقت متأخر من القرن الثامن أو أوائل القرن التاسع. تبع كتاب كيلز العديد من التقاليد التصويرية والأسلوبية التي وجدت في هذه المخطوطات السابقة. على سبيل المثال، شكل الحروف المزينة في الصفحات الافتتاحية للأناجيل هو مشابه بشكل مدهش لشكلها في الأناجيل المكتوبة بالأسلوب الجزيري. إذا قارنا على سبيل المثال، صفحات افتتاحية إنجيل متى في أناجيل ليندزفارن وفي كتاب كيلز، سنجد أن كليهما يتميز بوجود أنماط عمل تحتوي على العقد الزخرفية والتي تم تضمينها داخل الخطوط العريضة للصفحة والتي تم تشكيها بالأحرف الأولى الواسعة للنص.

### يوم القديس أندراوس

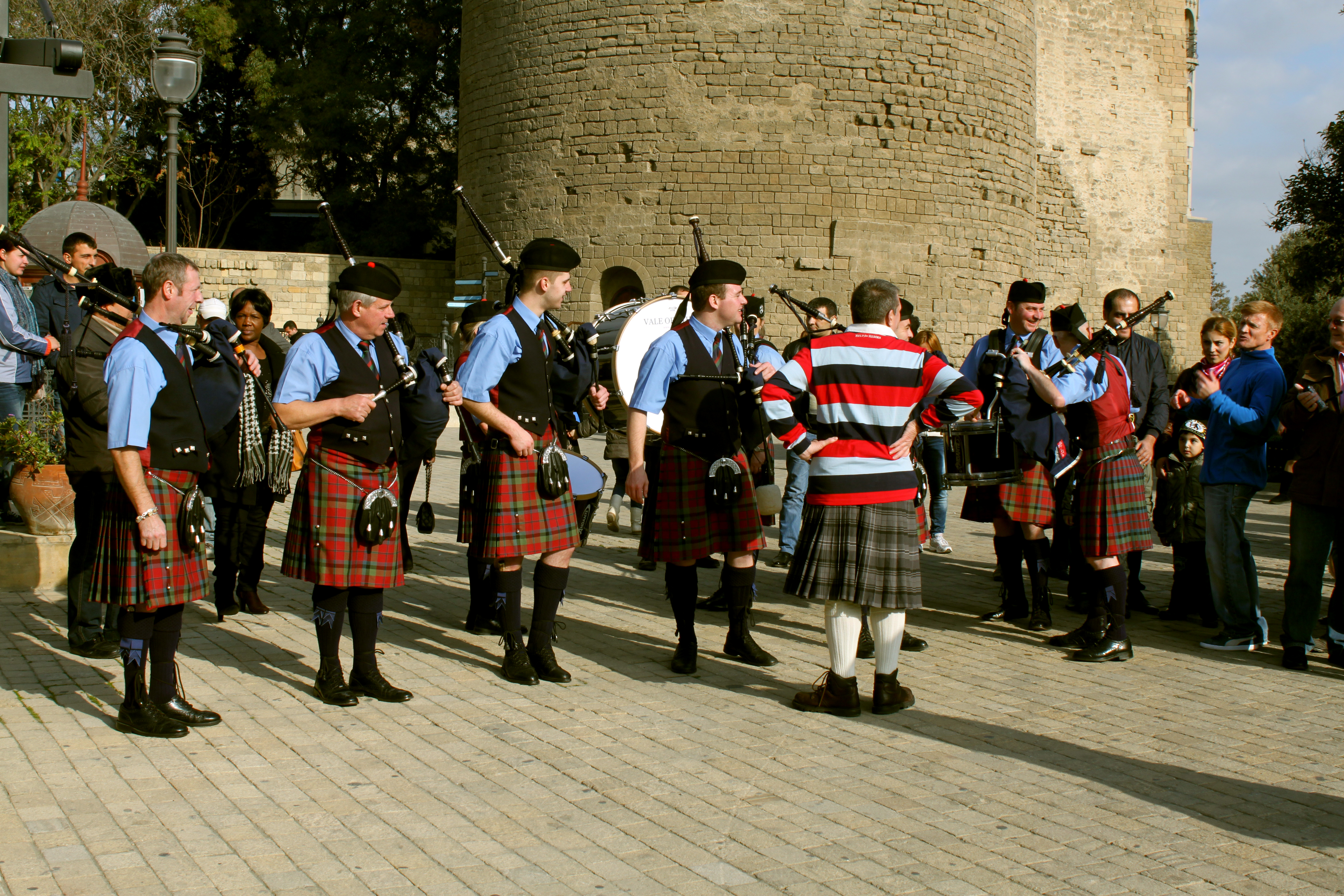
إحتفالات يوم القديس أندراوس باللباس الإسكتلندي التقليديّ.

في 30 نوفمبر من كل عام تحتفل اسكتلندا بيوم القديس أندرو (أندراوس) والذي تعده الشفيع أو القديس الحامي للبلاد، ويُعد أيضاً شفيعاً أو قديساً حامياً لبطريركية القسطنطينية المسكونية ورومانيا واليونان وروسيا وأوكرانيا وبولندا. يُعتقد أن الاحتفال بعيد القديس أندراوس كمهرجان وطني بين مختلف الطبقات يعود إلى عهد مالكوم الثالث (1034-1093)، وقد أعلن رسمياً أنَّ أندراوس هو القديس الحامي لاسكتلندا في عام 1320. يتم الاحتفال بعيد القديس أندراوس في اسكتلندا والعديد من البلدان التي لها صلات اسكتلندية، من خلال الاحتفال بالثقافة الإسكتلنديَّة والتي تتضمن الطعام والموسيقى الإسكتلنديَّة التقليديَّة. ويحتفل الاسكتلنديون بيوم القديس أندراوس بطرق متباينة، وثمة أيضاً جمعيات للقديس أندراوس في كل أنحاء العالم يحتفل أعضاؤها بالمناسبة في بلدانهم. كما ويحتفل البعض بالمناسبة بالذهاب إلى حفلات يُطلق عليها «كي لي»، وتناول أطباقاً تقليدية مثل «السولن شينك» المُكون من حساء السمك أو الضأن. وتعيد الأساطير الاسكتلندية اعتماد القديس أندراوس كحامي للبلاد إلى أسباب مختلفة، إذ تشير إحدى الروايات إلى أن الشعب الاسكتلندي ينحدر من شعب قديم حمل اسم السيثيان، عاش على ضفاف البحر الأسود (رومانيا وبلغاريا الحالية) والذي يعود الفضل في تحولهم إلى المسيحية للقديس أندراوس.
يُعتبر يوم القديس أندراوس عطلة رسمية في اسكتلندا، وهو يوم العلم الرسمي في اسكتلندا أيضاً؛ إذ يحمل علم اسكتلندا اليوم صليباً على شكل حرف إكس، يُمثل رمزاً لصليب القديس أندراوس. وفي عام 2006 أقرَّ البرلمان الإسكتلندي قانون عطلة يوم القديس أندراوس كيوم عطلة مصرفية رسميَّة. وعادةً ما تمنح جامعة سانت أندروز اليوم لجميع الطلاب كعطلة مجانية.

### الطائفية

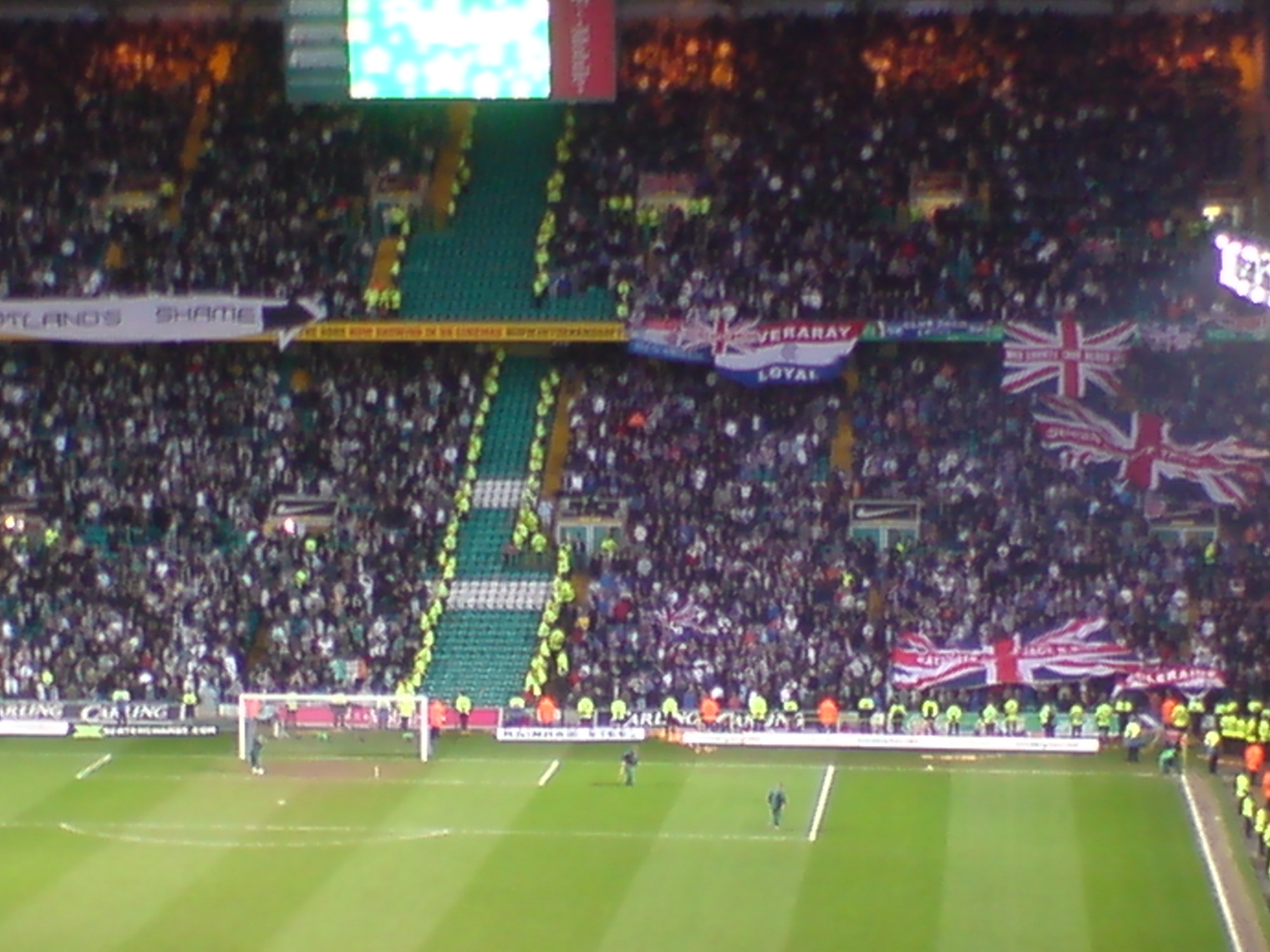
أنصار نادي سلتيك (يسار) ورينجرز خلال الدَّرْبي المحلي في سلتيك بارك في عام 2008، تشير أعلام الإتحاد إلى الثقافة الوحدوية للعديد من أنصار رينجرز.

إن الحركة الإصلاحيَّة الإسكتلنديَّة في القرن السادس عشر، شهدت تبني الأمَّة الإسكتلنديَّة الكاثوليكية السابقة للبروتستانتية كدين قومي لها. ثم وقعت العداوة الدينية طيلة الأعوام الـ300 التالية، وزاد التوتر نتيجة تدفق المهاجرين الكاثوليك والبروتستانت من شمال أيرلندا خلال القرن التاسع عشر وأوائل القرن العشرين. تأخذ الطائفية في غلاسكو شكل التنافس الطائفي والديني والسياسي بين الكاثوليك والبروتستانت، ويظهر ذلك بشكل خاص من خلال التنافس الشرس بين نادي سلتيك المحسوب على الكاثوليك ونادي رينجرز المحسوب على البروتستانت، وهما أقدم الأندية في غلاسكو. تأسس نادي سلتيك في نوفمبر من عام 1887 على يد الراهب الإيرلندي الكاثوليكي أندرو كيرينز، كمبادرة خيريَّة تخفف حدة الفقر في أوساط المهاجرين الإيرلنديين الذين قدموا إلى غلاسكو في زمن "المجاعة الكبرى" في العقد الخامس من القرن التاسع عشر، أمَّا نادي رينجرز، فأسسته الغالبية البروتستانتية العاملة في اسكتلندا. ويوضح المؤرخ المتخصص بشؤون النادي روبرت ماكلروي أنه "كان ثمة شعور داخل المجتمع الإسكتلندي بالحاجة لتأسيس ناد تكون قاعدته من المجتمع الإسكتلندي التقليدي بهدف منافسة سلتيك". وكان لافتتاح حوض لبناء السفن في غوفان على مقربة من ملعب "يبروكس الخاص برينجرز، دوره في تدفق العمال من بلفاست في العقد الثاني من القرن العشرين. واعتمدت الشركة المشغلة للحوض سياسة عدم توظيف أي عامل كاثوليكي، واقتصر عمالها على البروتستانت. ونظرًا لكون الملعب قريبًا من مقر عملهم، أقبل هؤلاء على تشجيع نادي رينجرز. ولم يقتصر التنافر بين هوية الفريقين، على انتمائهما المذهبي، بل تعداه كذلك إلى الشق السياسي حيث يقفان على طرفي نقيض. ولم تنته حقبه مقاطعة اللاعبين الكاثوليك في نادي رينجرز الا عام 1989، مع ضم مو جوهنستون، اللاعب السابق في صفوف نادي سلتيك، وتزامنت الخطوة مع تراجع حدة التوتر المذهبي في المجتمع الإسكتلندي.
وعلى الرغم أنَّ المسح الذي قام به مجلس غلاسكو عام 2003 أشار أن الناس يعتقدون بوضوح «أن الطائفية ما زالت سائدة في غلاسكو»، يظهر المسح أن الجمهور ينقسم بقوة على العلاقة بين كرة القدم والطائفية. جد الباحث ستيف بروس أيضًا أن أقل من 3% من جرائم القتل في اسكتلندا على مدى ما يقرب من عقدين من الزمن كانت على خلفية طائفية، وبالغالب هذه الأحداث على خلفية طائفية كانت جاءت نتيجة الولاءات لكرة القدم وليس بسبب الدين أو العرق. في عام 2001 كان 31.5% من سكان مدينة غلاسكو من أتباع كنيسة اسكتلندا المشيخية، وحوالي 29.2% من أتباع الكنيسة الرومانية الكاثوليكية، وحوالي 4.1% من أتباع الطوائف المسيحية الأخرى. وشكلت الطوائف المسيحية المختلفة حوالي 65% من مجمل سكان غلاسكو.